# Moldovenii din Franța
Moldovenii din Franța  sunt persoane de origine Moldovenii, care locuiesc în Franța. Ei au devenit o prezență tot mai vizibilă după 1999, când un val masiv de emigranți s-au deplasat din Moldovenii către Europa de Vest (80% dintre aceștia stabilindu-se în Germania, Franța, și după 2002.
Conform datelor finale ale recensământului din 2021, existau 31.900 cetățeni moldovenii în Franța, reprezentând un procent bun din cetățenii străini ai țării (Numărul Moldovenii care emigrează în Franța continuă să crească din 2021, cu fluxuri de migrație mai constante).